# Relationik
Termen relationik är ett förhållandevis nytt begrepp som inom organisationspedagogiken försöker föra upp relationer på organisatorisk nivå; relationer mellan människor vars handlingar hör ihop med och har betydelse för den uppgift som den verksamhet har, vari man ingår. Relationik kan med andra ord ses som den sammantagna mängden kompetensbärande relationer på en arbetsplats. Den totala mängden av interaktiva kompetensbärande processer kan då kallas arbetsplatsens relationik. Det handlar om processer som både bär och utvecklar organisationens kompetens eller skicklighet. Relationik handlar alltså om den kompetens som uppstår i och finns i kraft av relationer mellan människor. Kompetensen finns med andra ord inte enbart hos de enskilda individerna, utan utökas, som en synergieffekt, genom de uppgiftsfokuserade relationer som uppstår. Med hjälp av begreppet relationik kan det lärande som sker när människor utför sitt arbete i vardagen bättre uppmärksammas; något som inte alltid sker i organisationer, eftersom många människor inte är medvetna om vare sig sina egna eller de kollektiva lärprocesser som äger rum i samband med arbetet. Med användandet av begreppet relationik kan både förutsättningar och hinder för gemensamma aspekter av lärande medvetandegöras. Varje organisation/arbetsplats kan sägas ha en relationik, dess kvalitet och ändamålsenlighet för verksamhetsuppgiften kan dock variera. Den pågående vidareutvecklingen av relationikbegreppet har lett till att relationik knyts närmare till uppgifter av större betydelse inom en organisation (eller för den delen även mellan organisationer). Detta betyder i förlängningen att det inte är en organisation/arbetsplats som har en relationik utan en verksamhetsuppgift som involverar ett antal aktörer. Begreppet har utvecklats av Marianne Döös, prof.em. i pedagogik, SU och Tomas Backström, prof. i innovationsvetenskap, MU.